# Dicaeum nigrilore
El picaflores de Mindanao (Dicaeum nigrilore) es una especie de ave paseriforme de la familia Dicaeidae endémica de la isla de Mindanao, en Filipinas.

## Distribución y hábitat
Se encuentra únicamente en las montañas de la isla de Mindanao, en el sur de Filipinas. Su hábitat natural son los bosques húmedos de montaña tropicales.